# Список кардиналов, возведённых папой римским Юлием III
Кардиналы, возведённые Папой римским Юлием III — 20 прелатов и клириков были возведены в сан кардинала на четырёх Консисториях за 5 лет понтификата Юлия III.
Самой крупной консисторией была Консистория от 20 ноября 1551 года, на которой было возведено четырнадцать кардиналов.

## Консистория от 30 мая 1550 года
- Инноченцо Чокки дель Монте, приёмный племянник Его Святейшества (Папская область).

## Консистория от 21 октября 1551 года
- Дьёрдь Мартинуцци, O.S.P.P.E., епископ Надь Варад (королевство Венгрия).

## Консистория от 20 ноября 1551 года
- Кристофоро Гвидалотти Чокки дель Монте, кузен Его Святейшества, епископ Марселя (Франция);
- Фульвио Джулио делла Корнья, O.S.Io.Hieros., епископ Перуджи (Папская область);
- Джованни Микеле Сарачени, архиепископ Ачеренцы и Матеры, губернатор Рима, вице-камерленго Святой Римской Церкви (Папская область);
- Джованни Риччи, епископ Кьюзи (Сиенская республика);
- Джованни Андреа Меркурио, архиепископ Мессины (королевство Сицилия);
- Джакомо Путео, архиепископ Бари (Папская область);
- Алессандро Кампеджо, епископ Болоньи (Папская область);
- Пьетро Бертани, O.P., епископ Фано (Папская область);
- Фабио Миньянелли, епископ Гроссето (Папская область);
- Джованни Поджо, епископ Тропеа (Папская область);
- Джованни Баттиста Чикала, епископ Альбенги (Папская область);
- Джироламо Дандини, епископ Имолы (Папская область);
- Луиджи Корнаро, великий приор Кипра (Венецианская республика);
- Себастьяно Антонио Пигини, архиепископ Манфредонии (Папская область).

## Консистория от 22 декабря 1553 года
- Пьетро Тальявиа д’Арагонья, архиепископ Палермо (королевство Сицилия);
- Луи I де Гиз Лотарингский, епископ Альби (Франция);
- Роберто Нобили, внучатый племянник Его Святейшества, клирик Ареццо (Папская область);
- Джироламо Симончелли, внучатый племянник Его Святейшества, клирик Орвьето (Папская область).